# John Neergard
John Gunderssøn Neergard, född 1795, död 1885, var en norsk politiker.
Neergard bedrev tidigt en omfattande handelsrörelse, var stortingsman 1827, 1828 och 1833-54 samt länsman i Gjemnes 1836-57. Han var Norges förste politiske agitator, självlärd, hänsynslös och salvelsefull och beredde väg särskilt för böndernas sak i Norges politiska liv.